# Xya quadrimaculata
Xya quadrimaculata is een rechtvleugelig insect uit de familie Tridactylidae. De wetenschappelijke naam van deze soort is voor het eerst geldig gepubliceerd in 1936 door Chopard.